# Dan Goldston

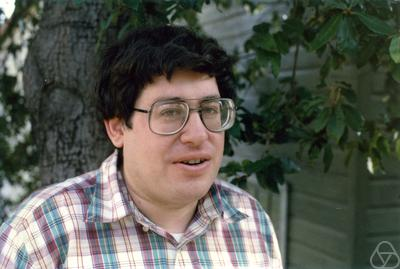
Dan Goldston (1984)

Daniel Alan „Dan“ Goldston (* 4. Januar 1954 in Oakland, Kalifornien) ist ein US-amerikanischer Mathematiker, der sich mit analytischer Zahlentheorie beschäftigt.

## Leben und Karriere
Goldston wuchs in Piedmont in Kalifornien auf und studierte ab 1971 am Massachusetts Institute of Technology und an der University of California, Berkeley, wo er 1975 seinen Bachelor-Abschluss sowie 1978 seinen Master-Abschluss erwarb und 1981 bei R. S. Lehman promoviert wurde. 1981 war er Assistant Professor an der University of Minnesota (Duluth) und am Institute for Advanced Study (1982/83, ebenso 1990). Seit 1983 ist er an der San José State University, wo er seit 1985 Associate Professor und seit 1988 Professor für Mathematik ist. Er war Gastwissenschaftler an der Universität Toronto (1994, bei John Friedlander) und am MSRI (1999).
Goldston wurde bekannt für einen Satz aus dem Umfeld der Primzahlzwillings-Vermutung. Er bewies mit Cem Yıldırım und János Pintz 2005, nachdem sein erster Beweis mit Yıldırım fehlerhaft war und zurückgezogen wurde, dass für die Abstände aufeinanderfolgender Primzahlen asymptotisch gilt:
{\displaystyle \liminf _{n\to \infty }{\frac {p_{n+1}-p_{n}}{\log p_{n}}}=0}
Anders ausgedrückt gibt es für jedes {\displaystyle c>0} ein Paar aufeinanderfolgender Primzahlen p und p' mit
{\displaystyle |p-p'|<c\cdot \log p}.
Sie verwendeten dabei das nach ihnen benannte GPY-Sieb.
Den drei Mathematikern wurde 2014 gemeinsam der Colepreis für Zahlentheorie zugesprochen. 2014 war er mit Pintz und Yildirim Eingeladener Sprecher auf dem ICM in Seoul (Small gaps between primes).